# 纳瓦斯德圣安托尼奥
纳瓦斯德圣安托尼奥，是西班牙卡斯蒂利亚-莱昂塞戈维亚省的一个市镇。 总面积69平方公里，总人口295人（2001年），人口密度4人/平方公里。